# Daajing Giids
Daajing Giids (vollständig Village of Daajing Giids) ist ein kleines Dorf an der südlichen Küste von Graham Island bzw. am nördlichen Ufer des Skidegate Inlet in der kanadischen Provinz British Columbia. Die Gemeinde gehört zum North Coast Regional District, welcher aus Teilen auf Haida Gwaii und auf dem Festland um Prince Rupert herum besteht.
Die Gemeinde liegt am Skidegate Inlet, welches bei Maude Island mit dem Skidegate Channel zusammentrifft. Etwa 10 km östlich des Dorfes liegt, am Highway 16, Skidegate. Zwischen den beiden Gemeinden liegt der Fährhafen, mit der von BC Ferries u. a. betriebenen Verbindung zum Festland nach Prince Rupert.

## Geschichte
Das Gebiet, in dem das Dorf liegt, ist traditionelles Siedlungs- und Jagdgebiet der First Nations, hier der Haida.
Die Gemeinde entstand, als hier 1908 das erste Sägewerk der Inselgruppe seinen Betrieb aufnahm.
Die Zuerkennung der kommunalen Selbstverwaltung für die Gemeinde erfolgte am 28. Juni 2005 (incorporated als Village Municipality).

### Umbenennung der Gemeinde
Vom Jahr 1908 bis zum Jahr 2022 führte die Gemeinde den Namen Queen Charlotte. Im Juli 2022 entsprach das zuständige Ministerium der Provinz einem Antrag der Gemeinde auf Umbenennung. Damit wurde der ursprüngliche Name der Gemeinde vor der europäischen Benennung wiederhergestellt. Diese Namenswiederherstellung war die erste in der Provinz gemäß einer Gesetzgebung der Provinz aus dem Jahr 2019.
Der ehemalige durch Europäer vergebene Name der Gemeinde, und in der Vergangenheit auch der Inselgruppe, wurde durch Kapitän George Dixon geprägt. Er wählte den Namen nach seinem Schiff, der Queen Charlotte, die wiederum nach Königin Sophie Charlotte von Mecklenburg-Strelitz benannt war, der Frau von König Georg III. von Großbritannien.

## Demographie
Der Zensus im Jahr 2016 ergab für die Gemeinde eine Bevölkerungszahl von 852 Einwohnern, nachdem der Zensus im Jahr 2011 für die Gemeinde noch eine Bevölkerungszahl von 944 Einwohnern ergab. Die Bevölkerung hat dabei im Vergleich zum letzten Zensus im Jahr 2011 um 9,7 % abgenommen und hat sich damit stark entgegen dem Provinzdurchschnitt, mit einer Bevölkerungszunahme in British Columbia um 5,6 %, entwickelt. Bereits im Zensuszeitraum 2006 bis 2011 hatte die Einwohnerzahl in der Gemeinde entgegen der Entwicklung in der Provinz um 0,4 % abgenommen, während sie im Provinzdurchschnitt um 7,0 % zunahm.
Für den Zensus 2016 wurde für die Gemeinde ein Medianalter von 45,8 Jahren ermittelt. Das Medianalter der Provinz lag 2016 bei nur 43,0 Jahren. Das Durchschnittsalter lag bei 43,9 Jahren, bzw. ebenfalls bei 42,3 Jahren in der Provinz. Zum Zensus 2011 wurde für die Gemeinde noch ein Medianalter von 42,4 Jahren ermittelt. Das Medianalter der Provinz lag 2011 bei nur 41,9 Jahren.